# Who’s That Girl (Film)
Who’s That Girl ist eine US-amerikanische Screwball-Komödie aus dem Jahr 1987. James Foley führte die Regie, das Drehbuch wurde von Andrew Smith und Ken Finkleman geschrieben. Madonna und Griffin Dunne sind in den Hauptrollen zu sehen.

## Handlung
Die Handlung des Films ist die Geschichte des Straßenmädchens Nikki Finn, das fälschlicherweise beschuldigt wird, seinen Freund ermordet zu haben und daher ins Gefängnis kommt. Nach ihrer Freilassung trifft Nikki einen Mann, der sicherstellen soll, dass sie in ihren Bus zurück nach Philadelphia steigt, und überredet ihn, ihr zu helfen, die Verantwortlichen für ihre Haft zu fassen. Auf der Suche nach dem Verursacher verlieben sie sich ineinander.

## Hintergrund
Nach dem Scheitern ihres 1986er Films Shanghai Surprise entschloss sich Madonna, sich für einen weiteren Comedy-Film mit dem Titel Slammer zu bewerben, der später in Who’s That Girl umbenannt wurde. Sie musste jedoch sowohl Warner Bros. als auch die Produzenten des Films davon überzeugen, dass sie die Richtige für das Projekt war. Madonna schlug erfolgreich ihren Freund James Foley als Regisseur vor. Die Dreharbeiten begannen in New York City im Oktober 1986 und dauerten bis März 1987. Die Produktion wurde im Dezember wegen Schneefalls in New York eingestellt. Madonna nutzte die Zeit, um an ihrer nächsten Tour und dem Soundtrack des Films zu arbeiten.

## Rezeption
Der Film wurde am 7. August 1987 veröffentlicht und war ein Flop an den Kinokassen. In der ersten Woche spielte er nur 2,5 Millionen US-Dollar ein. Die endgültige Inlandssumme lag bei 7,3 Millionen US-Dollar bei einem Budget zwischen 17 und 20 Millionen US-Dollar. Auf der Website Rotten Tomatoes wurden 21 Kritiken ausgewertet, die alle nach 2000 erschienen waren. Davon wurden nur 35 Prozent als positiv erachtet. Für das Lexikon des internationalen Films ist es eine „an Mustern der screwball comedies orientierte Komödie, der es trotz amüsanter Drehbucheinfälle an Witz, Originalität und einer überzeugenden Hauptdarstellerin mangelt.“ 1988 erhielt Madonna zum zweiten Mal in Folge die Goldene Himbeere als schlechteste Schauspielerin.
Madonnas Who’s That Girl-Welttournee war jedoch mit einem Gesamtumsatz von 25 Millionen US-Dollar und einem Publikum von 1,5 Millionen Zuschauern ein kommerzieller Erfolg. Der Soundtrack hatte ebenfalls kommerziellen Erfolg: Der gleichnamige Titelsong wurde Madonnas sechste Nummer eins der Billboard Hot 100-Singlecharts. Er war 1988 für einen Golden Globe Award als bester Filmsong sowie für den Grammy Award for Best Song Written for Visual Media nominiert. Allerdings war der Song El Coco Loco (So, So Bad) aus dem Film, geschrieben von Coati Mundi, 1987 ebenfalls für die Goldene Himbeere nominiert.